# Дифенилцинк
Дифенилцинк — металлоорганическое соединение
цинка  с формулой Zn(C6H5)2,
белые кристаллы.

## Получение
- Действие дифенилртути на металлический цинк:

{\displaystyle {\mathsf {Zn+Hg(C_{6}H_{5})_{2}\ {\xrightarrow {}}\ Zn(C_{6}H_{5})_{2}+Hg}}}

## Физические свойства
Дифенилцинк образует белые кристаллы.